# 长乐鹅
长乐鹅，原名长乐灰鹅，是福建省的地方鹅种。长乐鹅属小型肉用鹅种，被列入《中国家禽品种志》。
长乐鹅适合海滨滩涂饲养，主产于福建省福州市長樂區，分布于金峰镇、潭头镇、玉田镇、湖南镇、文岭镇等乡镇。
大多数长乐鹅羽毛为灰色和银灰色（个别为纯白色），嘴及肉瘤为黑色， 虹膜为褐色。长乐鹅70日龄平均体重3.288千克，一般70-90日龄即可上市。年产蛋2-4窝，平均年产蛋量30-40个。